# Billet de 250 francs Comptoirs
Recto
Le 250 francs Comptoirs est un billet de banque en francs français émis par les comptoirs d'escompte placés sous l'égide de la Banque de France de 1808 à 1848.

## Historique
Dès 1808, les statuts de la Banque de France prévoient la possibilité de créer des comptoirs d’escompte dans les villes de province où les besoins du commerce en font sentir la nécessité. Ainsi, deux comptoirs s’ouvrent à Lyon et Rouen dès 1809, puis un autre à Lille en 1811. Ces comptoirs émettent des billets de 250 francs, imprimés à Paris et portant le nom du comptoir émetteur qui, seul peut en assurer le remboursement. Rapidement, les résultats d’exploitation s’avèrent insuffisants ; Lille ferme en 1813 ; Lyon et Rouen en 1817. En 1836, le rétablissement de comptoirs d’escompte placés sous l’égide de la Banque de France est décidé dans quinze villes de province, à commencer par Reims et Saint-Étienne. De 1836 à la fin du XIXe siècle les comptoirs émettent des coupures portant leur nom, payables uniquement au guichet du comptoir émetteur. À noter que les premières coupures portent une valeur de 250 francs réservée aux comptoirs ; plus tard d’autres valeurs viennent s’ajouter.
Un grand nombre de ces billets reprennent le type du 500 francs 1817.
Les coupures de 250 francs sont supprimées en 1849 à la suite de la création du billet de 200 francs. Le 15 septembre 1890, on ordonne la destruction de tous les billets au type des succursales et on décrète qu’il n’en sera plus émis à l’avenir.